# Aeroportul Changzhi Wangcun
Aeroportul Changzhi Wangcun (IATA: CIH, ICAO: ZBCZ) este un aeroport din Wangcun Village⁠(d), Laodingshan Subdistrict⁠(d), Luzhou District⁠(d), Changzhi⁠(d), Shanxi, Republica Populară Chineză ce deservește zona Changzhi⁠(d). Aeroportul a fost tranzitat în 2022 de 190.502 pasageri. A fost numit după zona deservită.
aeroportul dispune de o singură pistă.